# Аралтогай
Аралтога́й (каз. Аралтоғай) — село у складі Айтекебійського району Актюбінської області Казахстану. Адміністративний центр Аралтогайського сільського округу.
Населення — 886 осіб (2021; 1062 у 2009, 1363 у 1999, 1966 у 1989).